# Chrystel Bernat
Pour les articles homonymes, voir Bernat.
Chrystel Bernat est une historienne et universitaire française, née en 1971 à Rodez. Elle est spécialiste du protestantisme à l'époque moderne et maîtresse de conférences à la faculté de théologie protestante de Montpellier depuis 2013.

## Biographie
Issue d'une famille devenue agnostique, Chrystel Bernat naît à Rodez en 1971. Elle fait ses études secondaires à Montauban, puis fait des études d'histoire conclues par une thèse de doctorat d'histoire sous la direction d'Hubert Bost (2008). Elle obtient également un master 2 à la faculté de théologie protestante de Paris en 2011, avec un mémoire consacré à Claude Brousson,.
Attachée temporaire d'enseignement et de recherche, puis chargée de conférences à l'École pratique des hautes études, elle est nommée en 2013 maître de conférences en histoire du christianisme à l'époque moderne à la faculté de théologie protestante de Montpellier.
Elle adhère au protestantisme libéral.

## Publications
- Dir. avec Eckart Birnstiel (préf. Philippe Joutard, postface Chantal Bordes-Benayoun), La Diaspora des huguenots : les réfugiés protestants de France et leur dispersion dans le monde (XVIe – XVIIIe siècles, Paris, Honoré Champion, coll. « Vie des huguenots » (no 17), 2001, 208 p. (ISBN 978-2-7453-0425-4 et 2-7453-0425-9).
- Dir. avec Hubert Bost, Énoncer/dénoncer l'autre : discours et représentations du différend confessionnel à l'époque moderne, Turnhout, Brepols, coll. « Bibliothèque de l'École des hautes études : sciences religieuses » (no 151), 2012, 440 p. (ISBN 978-2-503-54489-2).
- Dir. avec Frédéric Gabriel, Critique du zèle : fidélités et radicalités confessionnelles (France, XVIe – XVIIIe siècle), Paris, Beauchesne, coll. « Théologie historique » (no 122), 2013, 308 p. (ISBN 978-2-7010-2024-2).